# Il pescatore di asterischi
Il pescatore di asterischi è un brano musicale scritto e cantato da Samuele Bersani, pubblicato nel 2000 come secondo singolo tratto dall'album L'oroscopo speciale.
Nel 2008 la canzone è stata reinterpretata a cappella da Bersani insieme ai Neri per Caso, esecuzione contenuta nell'album del gruppo Angoli diversi.
Il brano compare anche nell'album dal vivo La fortuna che abbiamo (2016) interpretato insieme a Marco Mengoni e gli Gnu Quartet.